# Betsy Ross
Betsy Ross, pseudonimo di Elizabeth Phoebe Griscom (Filadelfia, 1º gennaio 1752 – Filadelfia, 30 gennaio 1836), è stata una sarta, vessillografa e patriota statunitense. Secondo la leggenda, fu la creatrice della prima bandiera statunitense, commissionatale dallo stesso George Washington e da altri due personaggi di rilievo.
Sarta e cucitrice di Filadelfia, dove aveva allora sede il governo statunitense. Si narra che riparasse i vestiti del presidente George Washington.
Nel giugno del 1776 Washington commissionò alla cucitrice la nuova bandiera degli Stati Uniti, ma i due non erano d'accordo sul numero delle punte delle stelle: il presidente le voleva a sei punte, ma la cucitrice fece la bandiera con stelle a cinque punte. Quando la vide il presidente si infuriò, ma Betsy riuscì a persuaderlo. Secondo la leggenda, la bandiera nacque in questo modo.

## Biografia

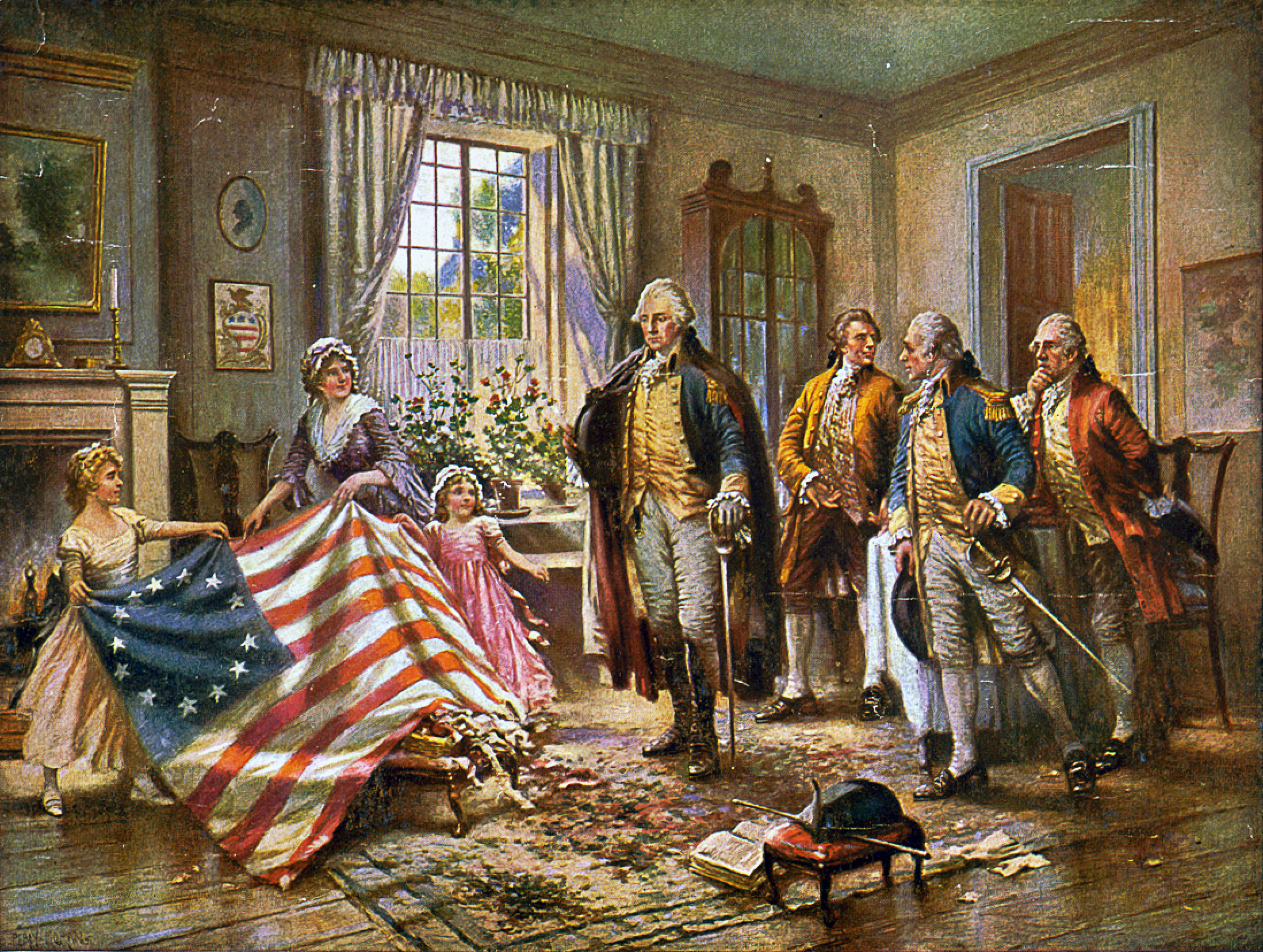
Betsy Ross e le figlie consegnano a Washington la bandiera (Percy Moran, 1917).

Era la più giovane di diciassette figli di genitori membri della Società degli Amici, i cui affiliati a quel tempo erano noti come i quaccheri. Betsy Ross venne educata in una scuola quacchera, dove il programma di studi, per le giovani donne, consisteva in gran parte l'insegnamento della scrittura, dei lavori casalinghi e nel cucito.
Nel 1773 Betsy fuggì con John Ross, apprendista sacerdote della chiesa episcopale. William Franklin, figlio di Benjamin Franklin, li unì in matrimonio nello stato del New Jersey. Poiché i matrimoni interconfessionali, all'epoca, per la chiesa quacchera erano vietati, Betsy e suo marito furono respinti dalla comunità. Insieme iniziarono un'attività di tappezzeria, ma ebbe poco successo a causa della rivoluzione americana. John morì in una esplosione causata dalla polvere da sparo, mentre combatteva sotto la milizia della Pennsylvania.
Nell'estate del 1776 Betsy Ross venne avvicinata presso la Chiesa di Cristo, dal "Comitato dei Tre", un gruppo auto-nominatosi, composto da George Ross, Robert Morris e George Washington. Le chiesero di cucire la prima bandiera americana sulla base di un disegno abbozzato da Washington. Betsy lo fece, ma con una modifica al progetto originale: cambiò le stelle a sei punte con quelle a cinque.
Il racconto di Betsy Ross è considerato da molti una leggenda. Non ci sono molte attuali prove che il raduno del comitato avvenne realmente. Molte delle prove sono state tramandate esclusivamente attraverso dichiarazioni orali di parenti. Un nipote di Betsy, William Canby, raccontò pubblicamente la storia con una lettura di fronte all'Historical Society della Pennsylvania. Anche il consiglio della Pennsylvania State Marina, tuttavia, affermò di averla commissionata per il lavoro nel 1777.
Betsy Ross era favorevole alla guerra, per cui si unì ai quaccheri combattenti. Successivamente sposò Giuseppe Ashburn, con il quale ebbe due figlie. I militari britannici si interessarono a Giuseppe Ashburn in quanto forniva l'esercito americano, per cui lo incarcerarono nel carcere di Old Mill, dove morì nel 1782. Un anno dopo, Betsy sposò John Claypoole, un amico di lunga data. Insieme ebbero cinque figlie. Claypoole morì nel 1817, dopo aver sofferto per anni di una non meglio precisata malattia cronica.
Nonostante le difficoltà che doveva sopportare, Betsy Ross gestì la sua attività di tappezzeria fino a quando si ritirò, nel momento in cui subentrò una delle sue figlie. Morì a Philadelphia e venne sepolta nella tomba nella terra dei Free Quakers. Più tardi, i resti della donna vennero spostati nel cortile della Betsy Ross House, situata a pochi isolati dalla Liberty Bell e dall'Independence Hall di Philadelphia, in Pennsylvania. Questo luogo di riposo finale è uno dei tre siti turistici più visitati a Philadelphia.

## Curiosità
Betsy Ross visse una vita piena di avversità, essendo stata ripudiata, sia dalla sua organizzazione religiosa, che alla morte di tre mariti. Tuttavia, partorì sette figlie e gestì gli affari di famiglia fino a poco prima della sua morte avvenuta a 84 anni di età.